# St. Cloud (Wisconsin)
Pour les articles homonymes, voir St. Cloud.
St. Cloud est un village du comté de Fond du Lac, dans l'État du Wisconsin, aux États-Unis. En 2020, il comptait une population de 489 habitants.